# Rio Grande (Rio Grande do Sul)
O Rio Grande é um município brasileiro localizado no litoral sul do Estado do Rio Grande do Sul que, possui, de acordo com o Censo 2022, uma população estimada em 191.900 habitantes e, em 2021, contou com o 4º maior PIB dentre os municípios gaúchos. Situada no bioma pampa, fica no extremo sul do estado do Rio Grande do Sul, entre a Lagoa Mirim, a Lagoa dos Patos (a maior laguna do Brasil) e o Oceano Atlântico.
A cidade construiu a sua riqueza ao longo de sua história devido à forte movimentação industrial. O Porto de Rio Grande é o quarto em movimentação de cargas no Brasil e o município é sede da Refinaria de Petróleo Riograndense, inaugurada em 1937 como ''Refinaria Ipiranga'', a primeira construída no Brasil, e que hoje é capaz de processar 17 mil barris de petróleo por dia. Quanto ao IDH, em 2010, Rio Grande era o 131º dentre os municípios gaúchos e o 667º do Brasil.
A cidade de Rio Grande foi fundada pelo brigadeiro José da Silva Paes, em 1737, como forte Jesus-Maria-José, tornando-se a vila de Rio Grande de São Pedro em 1751 e a cidade de Rio Grande, em 27 de junho de 1835, servindo então como capital imperial da Província de São Pedro do Rio Grande do Sul em meio à recém iniciada Revolução Farroupilha.
O município, juntamente com Arroio do Padre, Capão do Leão, Pelotas e São José do Norte, constitui uma das três aglomerações urbanas do Rio Grande do Sul, sendo classificada como centro sub-regional 1.

## História
Até a chegada dos primeiros europeus à região, ela se situava no limite entre o território dos índios minuanos, ao sul, e o dos índios carijós, ao norte. A área de Rio Grande já era mostrada em mapas holandeses décadas antes do início da colonização portuguesa na região. Por volta de 1720, bandeirantes vicentistas vindos de Laguna chegaram à região de São José do Norte para buscar o gado cimarrón (selvagem) vindo das missões, possibilitando a posterior fundação do Forte Jesus, Maria, e José de Rio Grande, em 1737.
Nesse ano, uma expedição militar portuguesa a mando de José da Silva Paes foi enviada com o propósito de garantir a possessão das terras situadas ao sul do atual Brasil. Em 19 de fevereiro, Silva Paes fundou o presídio de Rio Grande, uma colônia militar na desembocadura do Rio São Pedro, que liga a Lagoa dos Patos ao Oceano Atlântico. Este presídio é o Forte Jesus-Maria-José, que constituiu o núcleo da colônia de "Rio Grande de São Pedro", fundada oficialmente em maio do mesmo ano. O termo "Rio Grande" é uma alusão à desembocadura da Lagoa dos Patos no Oceano Atlântico, e a origem do nome do próprio estado.
A escolha do lugar, com o estabelecimento de estâncias de gado, permitiu apoiar as comunicações por terra entre Laguna e Colônia do Sacramento. Assim, foi fundada a cidade mais antiga do estado do Rio Grande do Sul. Mesmo que já existissem os Sete Povos das Missões, de domínio espanhol, com povoados de formação jesuíta e que posteriormente ganharam o status de cidade, oficialmente o estado foi colonizado pelos portugueses onde Rio Grande é a cidade mais antiga que também deu nome ao Rio Grande do Sul.
Em 1760, Rio Grande, que até então estava sujeita à Capitania de Santa Catarina, passou a ser a capital da nova Capitania de São Pedro do Rio Grande do Sul, dependente do Rio de Janeiro.

Praça Xavier Ferreira, em 1937. Arquivo Nacional.

Em 12 de maio de 1763, o espanhol Pedro de Ceballos, governador de Buenos Aires, invadiu a então vila de Rio Grande, cuja fundação e militarização eram contestadas pela Espanha. Conquistou, então, o forte e removeu os portugueses até São José do Norte, na margem oposta a Rio Grande — a qual também seria ocupada por Ceballos, passando a capital da capitania à população de Viamão em 1766. Os povoadores portugueses que não fugiram até Porto dos Casais foram transladados por Ceballos a Maldonado, dando origem ao povoado de São Carlos. Na noite de 6 de julho de 1767, as tropas portuguesas, por ordem do governador da Capitania do Rio Grande do Sul, coronel José Custódio de Sá e Faria, depois de violentos combates, expulsaram os espanhóis de São José do Norte.
No início de 1774, o Marquês de Pombal determinou uma concentração militar expressiva no sul do Brasil, entre outros objetivos, com o intuito de retomar o vila do Rio Grande. De acordo com Luiz Henrique Torres, mais de 4 mil homens foram distribuídos entre São José do Norte, Rio Pardo e Porto Alegre. Contudo, foi já no contexto da Guerra hispano-portuguesa (1776-1777) que cessou a permanência espanhola na vila, pois, em 1º de abril de 1776, o Tenente-General Johann Heinrich Bohm, com o apoio de Rafael Pinto Bandeira, atacou os fortes de "Santa Bárbara" e "Trindade" e dispersou os espanhóis em uma ação conjunta de forças do Exército do Sul e da Esquadra Naval.
Pedro de Ceballos foi o primeiro vice-rei do Vice-reino do Rio da Prata e, ao ser nomeado, recebeu a ordem de deter a expansão portuguesa. Em princípios de 1777, Ceballos e seus homens recuperaram a Ilha de Santa Catarina, sem disparar um só tiro, já que a esquadra portuguesa abandonou a ilha. Em 21 de abril chegou a Montevidéu, onde atacou o Forte de Santa Teresa, no atual departamento uruguaio de Rocha, e dirigia-se mais uma vez contra a cidade de Rio Grande quando recebeu notícias de um tratado de paz assinado entre Espanha e Portugal, que o obrigava a retirar-se da cidade.
Já entre o final do século XIX e o início do XX, a cidade de Rio Grande participou da primeira fase da industrialização brasileira, considerada uma industrialização dispersa, produzindo mercadorias para o mercado nacional, sobretudo Rio de Janeiro e São Paulo, e para o mercado estrangeiro, o que fora impulsionado pela posição privilegiada do seu porto. O capital associado estava ligado ao comércio e a cidade atraiu investimentos fabris, compreendendo indústrias têxteis, de alimentos, de charutos, dentre outros bens de consumo não duráveis, sendo que as instalações, normalmente, contavam com centenas de operários, embora a Companhia União Fabril Rheingantz, cujo complexo foi inaugurado em 1873, possuísse mais de 1.200 funcionários durante a Primeira Guerra Mundial (1914-1918). De acordo com Luiz Henrique Torres, em 1918, "cerca de 6 mil operários atuavam nas indústrias locais". A Rheingantz, dedicada à fabricação de tecidos de lã, foi ideia do comerciante Carlos Rheingantz, sendo considerada por Peter Singer como o verdadeiro marco inicial da indústria no Rio Grande do Sul. Outras fábricas rio-grandinas a destacar foram: a Leal, Santos & Companhia, filial de uma empresa portuguesa, produtora de alimentos em conserva e biscoitos; a Poock & Cia de Charutos, fundada pelo imigrante Gustavo Poock; a Companhia de Fiação e Tecelagem Rio Grande, fundada por Gustavo Hessemberger, logo adquirida por um grupo empresarial italiano e depois dirigida localmente; Liopart, Mata & Cia, fabricante de alpargatas. Aliás, a produção da citada Poock, fabricante de charutos, chegou a ultrapassar sete milhões de peças por ano.

## Geografia
Localiza-se a uma latitude 32º02'06" Sul e a uma longitude 52º05'55" Oeste; possui uma área de 2 709,522 km².
Rio Grande é uma cidade costeira com uma média de altitude de apenas 5 metros, não excedendo 11 metros acima do nível do mar em sua área municipal. A característica notável da região é a presença de dunas de areia ao longo de sua costa litorânea. Em 2019, a área urbanizada de Rio Grande cobriu aproximadamente 64,78 quilômetros quadrados. Em 2010, cerca de 88% da população local tinha acesso a um sistema de esgotamento sanitário adequado. A arborização das vias públicas atingiu cerca de 65%, enquanto a urbanização dessas vias foi registrada em 24,8%. O bioma predominante na região é o Pampa, e a área está intimamente ligada ao sistema costeiro-marinho.

### Clima
| Maiores acumulados de precipitação em 24 horas registrados em Rio Grande por meses (INMET) | Maiores acumulados de precipitação em 24 horas registrados em Rio Grande por meses (INMET) | Maiores acumulados de precipitação em 24 horas registrados em Rio Grande por meses (INMET) | Maiores acumulados de precipitação em 24 horas registrados em Rio Grande por meses (INMET) | Maiores acumulados de precipitação em 24 horas registrados em Rio Grande por meses (INMET) | Maiores acumulados de precipitação em 24 horas registrados em Rio Grande por meses (INMET) |
| Mês                                                                                        | Acumulado                                                                                  | Data                                                                                       | Mês                                                                                        | Acumulado                                                                                  | Data                                                                                       |
| ------------------------------------------------------------------------------------------ | ------------------------------------------------------------------------------------------ | ------------------------------------------------------------------------------------------ | ------------------------------------------------------------------------------------------ | ------------------------------------------------------------------------------------------ | ------------------------------------------------------------------------------------------ |
| Janeiro                                                                                    | 112,7 mm                                                                                   | 06/01/2002                                                                                 | Julho                                                                                      | 110,7 mm                                                                                   | 15/07/1983                                                                                 |
| Fevereiro                                                                                  | 194 mm                                                                                     | 15/02/1983                                                                                 | Agosto                                                                                     | 98,4 mm                                                                                    | 22/08/1953                                                                                 |
| Março                                                                                      | 179 mm                                                                                     | 11/03/1966                                                                                 | Setembro                                                                                   | 156,9 mm                                                                                   | 07/09/1977                                                                                 |
| Abril                                                                                      | 108,3 mm                                                                                   | 25/04/1942                                                                                 | Outubro                                                                                    | 98,9 mm                                                                                    | 13/10/2004                                                                                 |
| Maio                                                                                       | 118,5 mm                                                                                   | 15/05/2004                                                                                 | Novembro                                                                                   | 106,2 mm                                                                                   | 15/11/1931                                                                                 |
| Junho                                                                                      | 82,7 mm                                                                                    | 27/06/1966                                                                                 | Dezembro                                                                                   | 114,1 mm                                                                                   | 01/12/2002                                                                                 |
| Período: 1931 a 1986 e 1988-presente                                                       |                                                                                            |                                                                                            |                                                                                            |                                                                                            |                                                                                            |

O clima de Rio Grande é subtropical ou temperado, com forte influência oceânica e com invernos relativamente frios e verões tépidos, apresentando, portanto, grande amplitude térmica. A temperatura média compensada anual é de 18 °C e o índice pluviométrico em torno de 1 300 milímetros (mm) anuais, com precipitações bem distribuídas durante o ano, não havendo assim uma estação seca. Devido à intensa incidência de ventos na cidade, a sensação térmica no inverno em Rio Grande frequentemente chega abaixo de 0 °C.
Segundo dados do Instituto Nacional de Meteorologia (INMET), referentes ao período de 1931 a 1986 e a partir de 1988, a menor temperatura registrada em Rio Grande foi de −0,6 °C em 10 de julho de 1945 e a maior atingiu 41,2 °C em 1° de janeiro de 1943. O maior acumulado de precipitação em 24 horas foi de 194 mm em 15 de fevereiro de 1983, seguido por 179 mm em 11 de março de 1966 e 156,9 mm em 7 de setembro de 1977. A partir de 1961 o maior recorde mensal de precipitação ocorreu em julho de 1995, com 485,4 mm, e o menor índice de umidade relativa do ar na tarde de 3 de outubro de 2010, de 15%. Desde 2001 a maior rajada de vento alcançou 30,6 m/s (110,2 km/h) em 27 de outubro de 2016.
| Dados climatológicos para Rio Grande | Dados climatológicos para Rio Grande | Dados climatológicos para Rio Grande | Dados climatológicos para Rio Grande | Dados climatológicos para Rio Grande | Dados climatológicos para Rio Grande | Dados climatológicos para Rio Grande | Dados climatológicos para Rio Grande | Dados climatológicos para Rio Grande | Dados climatológicos para Rio Grande | Dados climatológicos para Rio Grande | Dados climatológicos para Rio Grande | Dados climatológicos para Rio Grande | Dados climatológicos para Rio Grande |
| Mês | Jan                                  | Fev                                  | Mar                                  | Abr                                  | Mai                                  | Jun                                  | Jul                                  | Ago                                  | Set                                  | Out                                  | Nov                                  | Dez                                  | Ano                                  |
| --- | ------------------------------------ | ------------------------------------ | ------------------------------------ | ------------------------------------ | ------------------------------------ | ------------------------------------ | ------------------------------------ | ------------------------------------ | ------------------------------------ | ------------------------------------ | ------------------------------------ | ------------------------------------ | ------------------------------------ |
| Temperatura máxima recorde (°C) | 41,2                                 | 39,3                                 | 37,6                                 | 35,4                                 | 30,6                                 | 29,3                                 | 31,4                                 | 32,5                                 | 35,3                                 | 34,1                                 | 35,1                                 | 39,6                                 | 41,2                                 |
| Temperatura máxima média (°C) | 27,8                                 | 27,5                                 | 26,7                                 | 24                                   | 20,5                                 | 17,7                                 | 16,8                                 | 18,3                                 | 19,2                                 | 21,8                                 | 24,2                                 | 26,6                                 | 22,6                                 |
| Temperatura média compensada (°C) | 23,4                                 | 23,2                                 | 22,5                                 | 19,3                                 | 15,8                                 | 13,1                                 | 12,5                                 | 13,7                                 | 15                                   | 17,7                                 | 19,8                                 | 21,1                                 | 18,2                                 |
| Temperatura mínima média (°C) | 19,9                                 | 19,4                                 | 19,1                                 | 15,6                                 | 12,3                                 | 9,6                                  | 9,2                                  | 10,2                                 | 11,6                                 | 14,5                                 | 16,4                                 | 18,5                                 | 14,7                                 |
| Temperatura mínima recorde (°C) | 9                                    | 9,7                                  | 7,5                                  | 4,2                                  | 1,6                                  | −0,5                                 | −0,6                                 | 0                                    | −0,1                                 | 5,1                                  | 5,7                                  | 8                                    | −0,6                                 |
| Precipitação (mm) | 98,9                                 | 128,6                                | 90,9                                 | 118,4                                | 114,6                                | 114                                  | 125,7                                | 122,1                                | 113,6                                | 98,1                                 | 95,5                                 | 86,2                                 | 1 306,6                              |
| Dias com precipitação (≥ 1 mm) | 8                                    | 8                                    | 8                                    | 8                                    | 8                                    | 8                                    | 8                                    | 8                                    | 9                                    | 8                                    | 7                                    | 7                                    | 95                                   |
| Umidade relativa compensada (%) | 79,7                                 | 80,2                                 | 80,7                                 | 82,1                                 | 85,3                                 | 86,1                                 | 85,4                                 | 84,5                                 | 83,1                                 | 80,6                                 | 79,1                                 | 77,9                                 | 82,1                                 |
| Insolação (h) | 243,7                                | 205,6                                | 212,1                                | 175,2                                | 161,5                                | 132,9                                | 141,8                                | 154                                  | 162,7                                | 189,4                                | 222,6                                | 251,7                                | 2 253,2                              |
| Fonte: Instituto Nacional de Meteorologia (INMET) (normal climatológica de 1981-2010; recordes de temperatura de 1931 a 1986 e 1988-presente) |                                      |                                      |                                      |                                      |                                      |                                      |                                      |                                      |                                      |                                      |                                      |                                      |                                      |

### Hidrografia
Rio Grande é um município que está inserido dentro da Bacia Hidrográfica Mirim-São Gonçalo.

## Demografia
| Variação demográfica do município entre 1872 e 2022 |
|                                                     |
| Fonte: DGE (1890-1920); IBGE (1940-atual)           |

### Rio-grandinos notórios
- Ver Biografias de rio-grandinos

## Economia

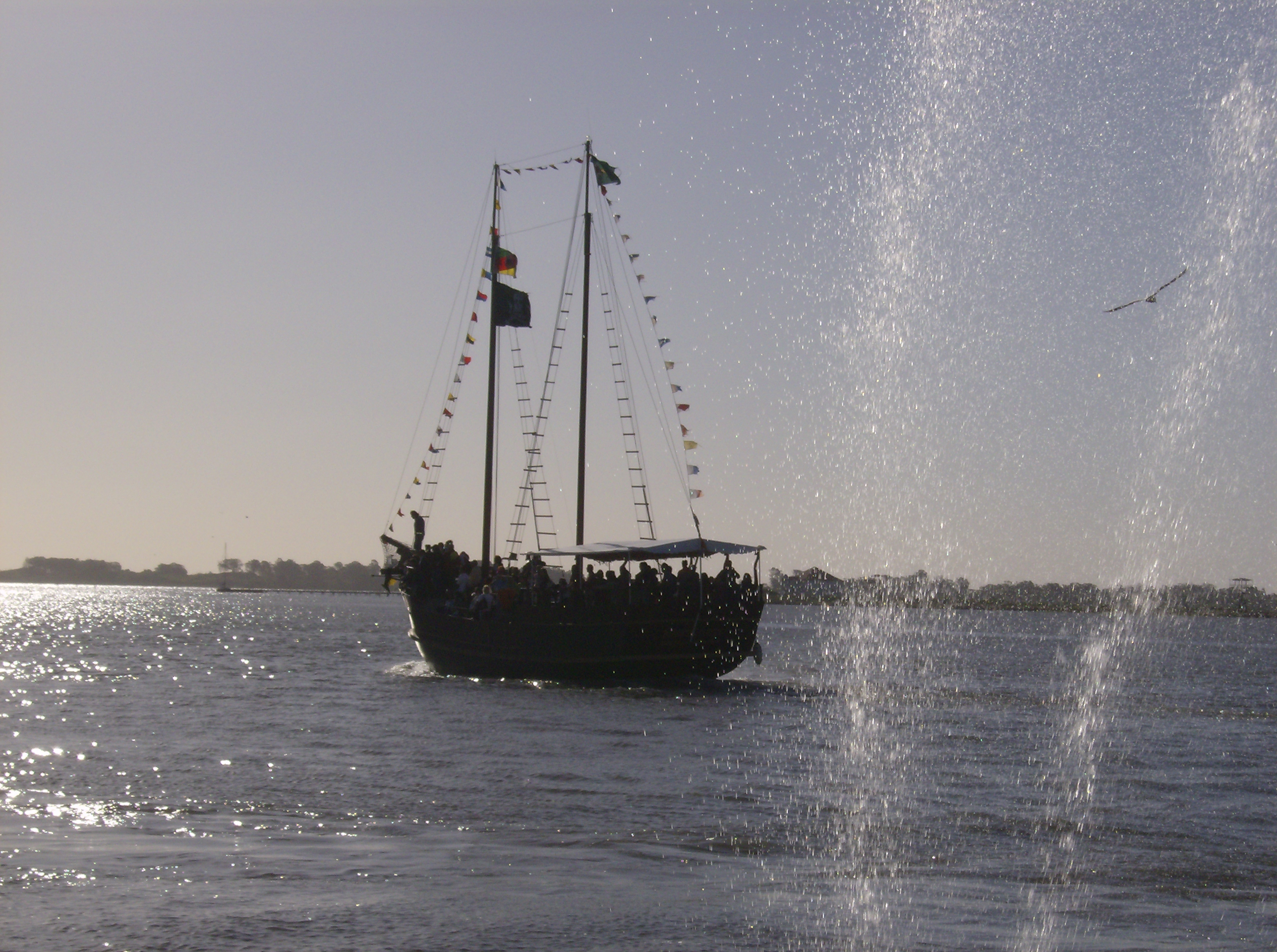
Uma escuna na Lagoa dos Patos, durante a feira municipal denominada Festa do Mar.

Em 2019, Rio Grande registrou um Produto Interno Bruto (PIB) de R$10,68 bilhões, o quinto maior dentre os municípios gaúchos, atrás apenas de Porto Alegre, Caxias do Sul, Canoas e Gravataí, uma participação de 2,2% no total do Rio Grande do Sul. Em 2008, essa participação relativa do município era de 2,7% e a cidade estava em 4º lugar, à frente de Gravataí.
Também em 2019, o Valor Adicionado Bruto (VAB) da indústria foi de R$2,3 bilhões e o dos serviços foi de R$5,8 bilhões, o 6º e o 8º maiores, respectivamente. No setor industrial, destacam-se as fábricas de insumos agrícolas, indústria de produtos químicos, e a construção de embarcações e estruturas flutuantes.

Em relação às receitas realizadas, em 2017, o Município de Rio Grande arrecadou R$88,6 milhões com o Imposto sobre Serviços (ISS), a 71ª maior arrecadação no Brasil e a 3ª no Estado.

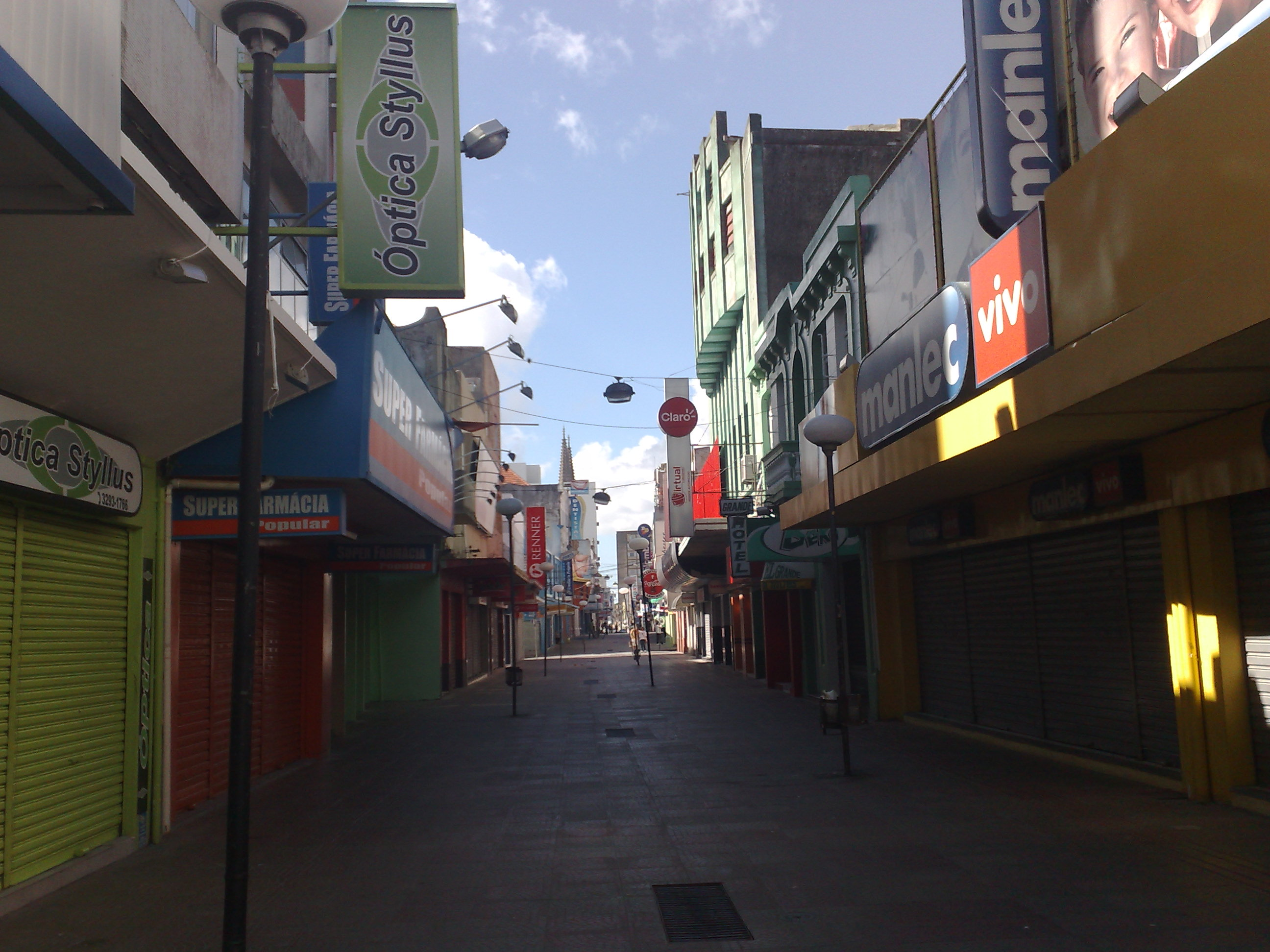
O Calçadão, principal rua comercial da cidade, porém em um domingo.

### Energia eólica
O complexo eólico Corredor do Senandes tem 108 MW de capacidade instalada, cerca de 3% da demanda média de energia do Estado, e um projeto de expansão de 72MW. O complexo eólico do Povo Novo, em construção, terá uma potência de 52,5 MW.
A usina pertence ao Grupo NC que o adquiriu da empresa Odebrecht Energias Alternativas e a empresa que participou do projeto original e é responsável pela expansão dos complexos eólicos é a EpcorENERGIA.

### Câmara de Comércio da Cidade do Rio Grande
A Câmara de Comércio da Cidade do Rio Grande, fundada em 26 de setembro de 1844 com o nome de Praça de Comércio da Cidade do Rio Grande, é a mais antiga do estado do Rio Grande do Sul e a quarta do Brasil.

### Atividade portuária
O Porto de Rio Grande é a principal via marítima de importação e exportação para e do Rio Grande do Sul. É considerado um porto regional de grande porte, possuindo uma área de influência que abrange outros três Estados, além do Rio Grande do Sul: São Paulo, Santa Catarina e Paraná. Quanto às mercadorias importadas, é relevante a entrada de adubos (fertilizantes) nesse porto. Ademais, em 2021, foram exportadas 45,18 milhões de toneladas, com destaque para soja, trigo, arroz, madeira, entre outros produtos.
Há diversas empresas que exportam e importam produtos a partir dos Terminais do Porto de Rio Grande e seu Cais Comercial: ADM, Amaggi, Bianchini S/A, Bunge, Cargill, CHS, Cooperoque, Cotribá, Cotrimaio, Cotrirosa, Cotrisal, Cotricasul, Coxilha, Giovelli, Granol, Heringer, Mosaic, Marasca, Nidera, Phenix, Piratini, Tecon, Yara Brasil e Timac Agro.
Mas esse serviço só é possível graças às agências e operadores, que contribuem para o fortalecimento e produtividade do Porto do Rio Grande, tais como Eichenberg & Transeich, Fertimport, Oceanus, Orion, Quip, Rio Grande, Sagres, Sampayo, Serra Morena, Supermar, Tecon, Tranships, Vanzin, Wilson Sons e Yara.

## Turismo

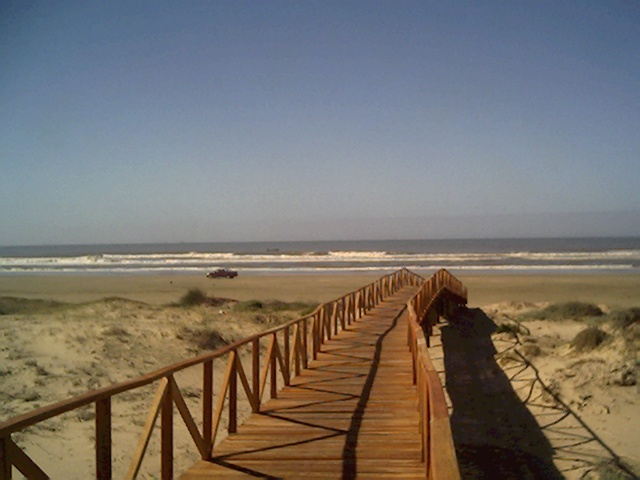
Passarela sobre as dunas na Praia do Cassino.

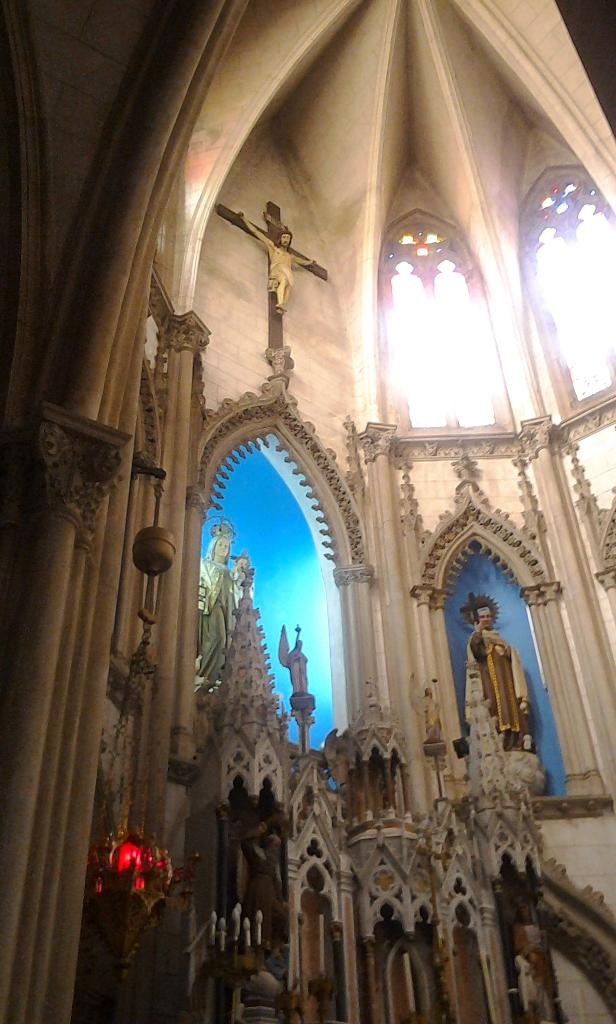
Igreja do Carmo, localizada no Centro de Rio Grande.

Como principais pontos a serem visitados na zona central, que conta com vários prédios antigos, podem ser destacados:

### Prédios Históricos

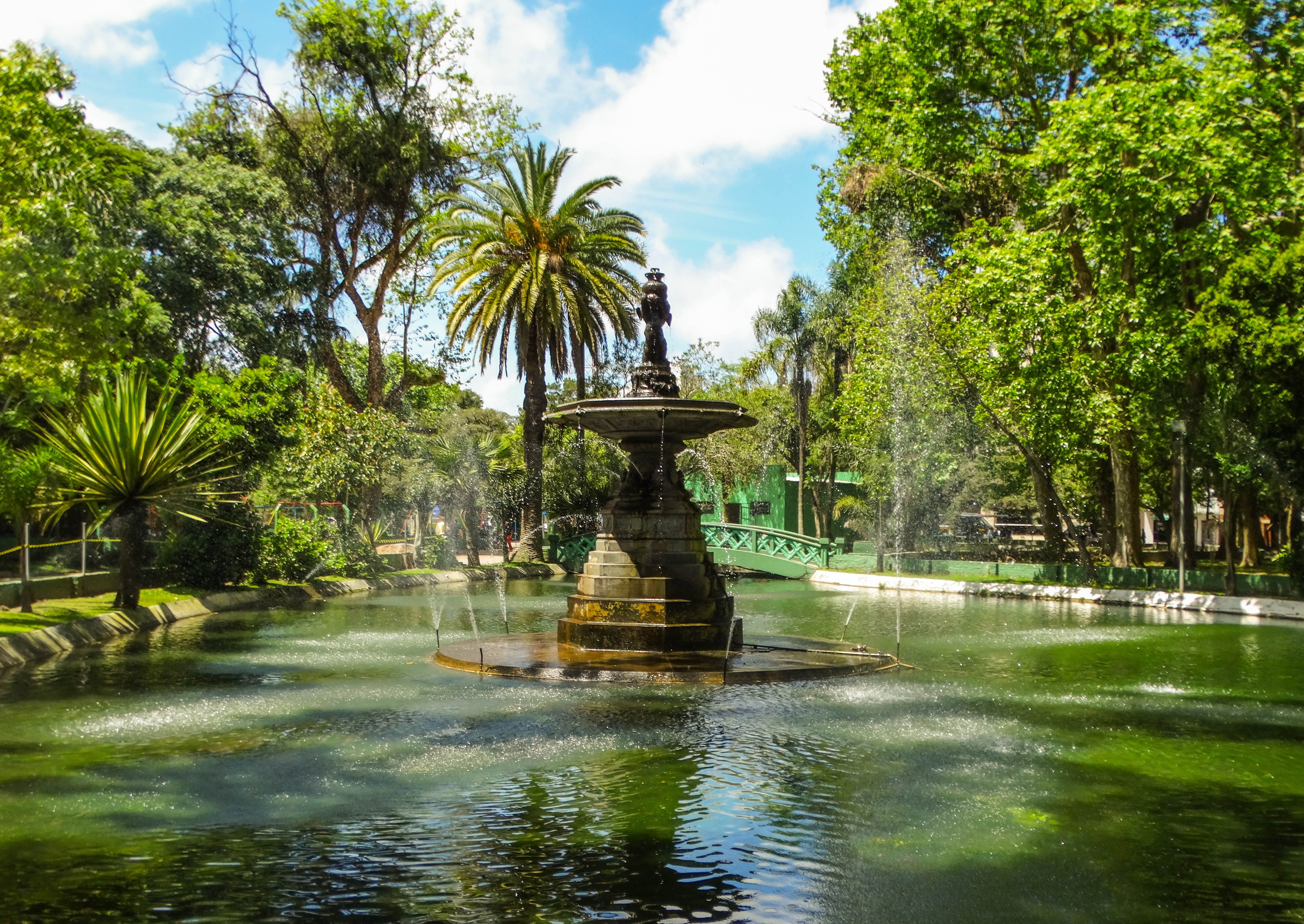
Chafariz na Praça Tamandaré, maior praça do interior do estado.

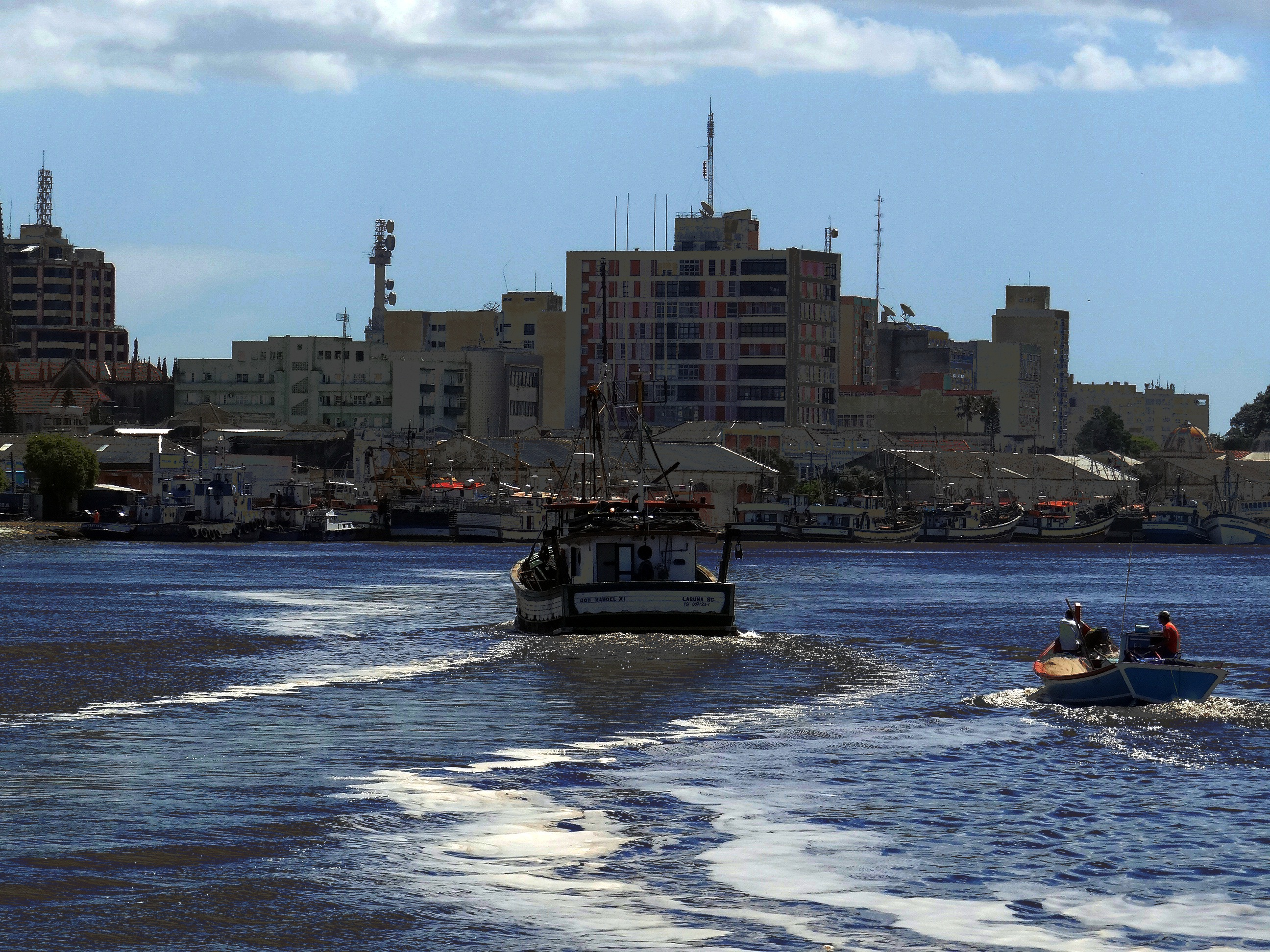
Barco de pesca chegando ao Porto Velho, no centro de Rio Grande (Lagoa dos Patos).

- Catedral de São Pedro — O templo religioso mais antigo do Rio Grande do Sul, tombado em nível nacional pelo IPHAN;[60]
- Biblioteca Rio-Grandense — fundada em 15 de agosto de 1846, como Gabinete de Leitura, é uma grande atração cultural para a cidade, com quase 500 000 obras, tornando-se uma das maiores no Brasil;
- Igreja de Nossa Senhora do Carmo - construção em estilo neogótico;
- Canalete — localizado na Rua Major Carlos Pinto. Atração turística da cidade de Rio Grande, é também uma obra do engenheiro sanitarista Saturnino de Brito;
- Prédio da Alfândega — prédio em estilo neoclássico, construído sob ordens de Ministro da Fazenda Visconde de Rio Branco e do Imperador D. Pedro II, como consta na sua fachada. Tombado pelo IPHAN em 1967.  Atualmente se destina a Receita Federal e ao Museu Histórico da Cidade do Rio Grande;
- Prédio do Hospital da Beneficência Portuguesa de Rio Grande —  construção em estilo manoelino fundada em 3 de julho de 1859  por iniciativa Francisco José Duarte. Abrigou a instituição de saúde durante várias décadas dos século XIX e XX.[61]
- Sobrado dos Azulejos — prédio, situado nas esquinas das ruas Marechal Floriano e Francisco Marques, no centro histórico, é o único sobrado urbano do século XIX em estilo neoclássico e todo revestido de azulejos portugueses da região sul do país, foi construído por Antônio Benone Martins Viana em 1862;[62]
- Mercado Municipal — um dos mais antigos do Estado;
- Escola Lemos Jr. — escola centenária de ensino médio.
- Instituto de Educação Juvenal Miller - escola centenária localizada ao lado da Praça Sete de Setembro, onde se encontram os restos arqueológicos do Forte Jesus Maria José.

### Museus
1. Museu Oceanográfico Professor Eliezer de Carvalho Rios, da FURG — maior museu oceanográfico da América Latina;
2. Museu Antártico — é uma reprodução das primeiras instalações da Estação Antártica Comandante Ferraz, anexo ao Museu Oceanográfico;
3. Eco-Museu da Ilha da Pólvora — apresenta uma exposição sobre a história natural do estuário do Rio Grande.[63]
4. Museu da Cidade do Rio Grande — Composto pela Coleção Histórica, localizado na Rua Riachuelo no Prédio da Alfândega, e pela Coleção de Arte Sacra, localizada na Capela São Francisco de Assis na rua Marechal Floriano Peixoto.
5. Museu Náutico — que tem como tema o resgate, a preservação e a divulgação da cultura e o conhecimento náutico local.[64]
6. Museu Naval, localizado na Rua Almirante Garnier nº 179, na Vila Militar, tem como tema a história da instalação da Capitania dos Portos e das diversas Organizações Militares da Marinha na Cidade do Rio Grande, como o Comando do 5º DN, a Estação Naval, o Grupamento de Fuzileiros Navais, o Serviço de Sinalização Náutica do Sul, o 5º Esquadrão de Helicópteros de Emprego geral, a Estação Rádio da Marinha, o Grupamento Naval do Sul e o Depósito Naval, suas atuações e envolvimentos na comunidade e região. Coloca à disposição dos visitantes a história e a ação da Marinha no extremo Sul do Brasil.[65]
7. Museu do Porto, localizado na Rua Riachuelo, 263, Porto Velho - Armazém 1,Centro.

### Praias, Parques e Natureza
Afastado da zona central, há outros locais de visitação, tais como:
- Praia do Cassino —  popularmente conhecida como a maior praia do mundo, intitulada como tal inclusive na edição de 1994 do Guinness Book. No entanto, controvérsias a respeito deste título são levantadas por fontes diversas, como os moradores do município vizinho, Santa Vitória do Palmar, mencionando a extensão da sua praia, a Praia do Hermenegildo, a qual rivaliza com a Praia do Cassino;
- Molhes da Barra do Rio Grande — situados na Praia do Cassino, é a terceira maior obra de engenharia naval do planeta (menor apenas que os canais de Suez e do Panamá);[carece de fontes?]
- Estação Ecológica do Taim — considerada um dos lugares mais bonitos do estado, apresenta grande diversidade de animais e paisagens.
- Parque Urbano do Bolaxa - localizado na RS 734, estrada Rio Grande/Cassino, ao lado da Creche do Bolaxa, foi criada por meio do Decreto Municipal nº 11.110 de 8 de agosto  de 2011.O local abriga, espécies como corticeira e figueiras, além de diferentes espécies de orquídeas, diferentes espécies de aves - como o Cardeal-do-Banhado e a Maria-Faceira -, mamíferos - como a lontra e a capivara -, répteis - como o jacaré-do-papo-amarelo - e diferentes espécies de cobras.[66]

### Praças
Por conta de ser uma cidade antiga, Rio Grande conta com um grande número de praças:
- Praça Xavier Ferreira —  uma das mais importantes e centrais do município.
- Praça Conselheiro Saraiva —  abriga o ginásio Farydo Salomão e conta com playground, velódromo e diversos campos e quadras de esportes;
- Praça Tamandaré — maior praça do interior do estado do Rio Grande do Sul, onde se encontra o monumento com os restos mortais do General Bento Gonçalves, herói da Revolução Farroupilha;
- Praça Sete de Setembro —  local de fundação do forte Jesus Maria José, um dos marcos iniciais do município;
- Praça Marcílio Dias — onde está a estátua do imperial marinheiro rio-grandino Marcílio Dias.
- Praça Barão de São José do Norte —  localizada entre as ruas General Canabarro e Visconde de Paranaguá, aos fundos do Hospital Geral da Associação de Caridade Santa Casa do Rio Grande . Historicamente, nos primórdios da cidade de Rio Grande, foi o lugar escolhido para servir de sede do patíbulo onde eram realizados os enforcamentos públicos,[67][68] atualmente possui um chafariz e uma efígie em homenagem ao Barão de São José do Norte.

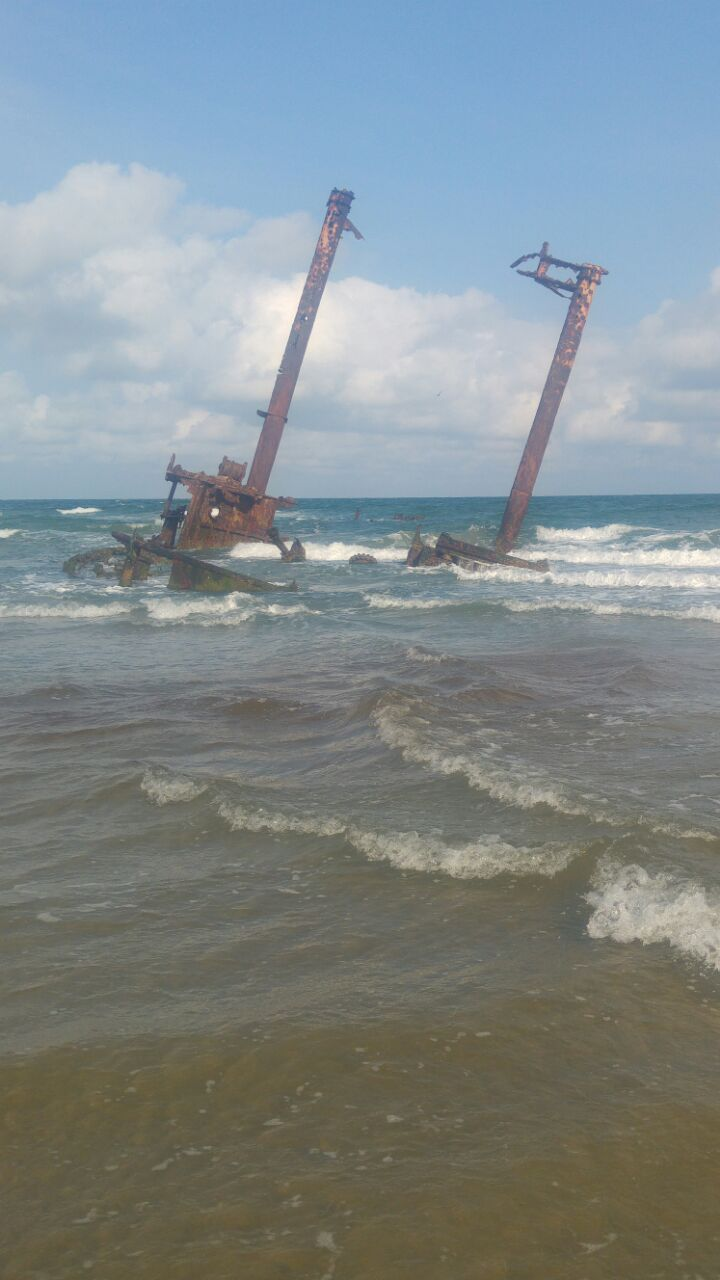
Navio Altair, encalhado desde 1976 a cerca de 12 quilômetros da Avenida principal do Balneário Cassino em Rio Grande

## Divisões Administrativas
Segundo a Lei n° 6.586, de 20 de agosto de 2008, plano diretor do município de Rio Grande, o território do Município do Rio Grande fica constituído por cinco distritos, são eles:
1º Distrito — Rio Grande, abrangendo o Balneário Cassino, o Distrito Industrial, a Povoação de 4ª Seção da Barra, o Senandes, o Bolaxa e a Ilha do Terrapleno (Base). Possui 336,969 km².
O balneário Cassino foi criado a partir da ideia de Candido Siqueira, entre outros, de se construir uma estação balneária na costa oceânica, a primeira do Brasil, inspirada em balneários europeus. Em 1885, a Companhia Carris de Rio Grande obteve o direito de explorar o empreendimento e, em 1890, ocorreu a inauguração oficial na então vila Siqueira. O hotel tinha 136 quartos e bondes puxados por burros levavam até a praia. Contudo, em 1909, após outras empresas explorarem o negócio, os bens do balneário, incluindo os imóveis, foram vendidos, em leilão público, ao Coronel Augusto Cezar Leivas, cuja família desenvolveu o balneário que ficaria conhecido como 'Cassino' por causa dos famosos estabelecimentos existentes na época.
2º Distrito — Ilha dos Marinheiros: tem como sede a Vila do Porto do Rei. Abrange, além da Ilha dos Marinheiros, a do Leonídio, das Pombas, da Pólvora, dos Cavalos, da Constância, das Cabras, do Caldeirão e da Cascuda. Tem 150,001 km².
3º Distrito — Povo Novo: tem como sede a Vila do Povo Novo. Abrangendo também as ilhas da Torotoma, dos Mosquitos, dos Carneiros, Martin Coelho e do Malandro. Possui 562,873 km².
4º Distrito — Taim: tem como sede a Vila do Taim, abrangendo as ilhas Pequena, Grande e Sangradouro. Possui 1 816,505 km².
5º Distrito — Vila da Quinta: tem como sede a própria Vila da Quinta. Possui 472,008 km².

## Infraestrutura

### Educação
Conforme dados do Instituto Brasileiro de Geografia e Estatística (IBGE), a taxa de escolarização para faixa etária de 6 a 14 anos no município de Rio Grande é de 97,7%.
De acordo com a mesma fonte, o município possui 105 estabelecimentos de ensino infantil, 96 de ensino fundamental e 22 de ensino médio.
Os números de docentes são distribuídos da seguinte forma: 593 na educação infantil, 1.462 no ensino fundamental e 512 no ensino médio.
O município de Rio Grande oferece um abrangente sistema de educação, que engloba:
- Educação infantil: engloba escolas municipais e particulares;
- Ensino fundamental: abrange escolas municipais, estaduais e particulares;
- Ensino médio: destaca-se a presença de instituições como o Instituto Federal do Rio Grande do Sul (IFRS), que anteriormente era conhecido como Colégio Técnico Industrial (CTI), a Escola Técnica Estadual Getúlio Vargas, o Instituto Estadual de Educação Juvenal Miller, o Colégio Lemos Júnior, além de outras escolas municipais, estaduais e particulares;
- Ensino superior: instituições como a Universidade Federal do Rio Grande (FURG), o Instituto Federal do Rio Grande do Sul (IFRS), as faculdades: Anhanguera Educacional, Unopar, Unisinos, e UniCesumar, entre várias outras, incluindo aquelas que oferecem educação a distância.

#### IFRS - Instituto Federal de Educação, Ciência e Tecnologia do Rio Grande do Sul
O Instituto Federal de Educação, Ciência e Tecnologia do Rio Grande do Sul (IFRS), cuja reitoria fica em Bento Gonçalves, é um dos trinta e oito Institutos Federais da Rede Federal de Educação Profissional, Científica e Tecnológica e foi criado, pela Lei nº. 11.892, de 2008, pela integração de três entidades de ensino federais, sendo uma instituição de ensino público e gratuito.
O Campus Rio Grande, um dos 17 campi do IFRS, tem sua origem no Colégio Técnico Industrial (CTI) Professor Mário Alquati, Escola Técnica de Rio Grande, até então vinculada à FURG, cuja integração ao Instituto ocorreu no final de 2009.
No Campus, são oferecidos cursos técnicos (integrados e subsequentes ao ensino médio), inclusive de Automação Industrial e Geoprocessamento, e de nível superior, incluindo de Engenharia Mecânica.

#### FURG - Universidade Federal do Rio Grande

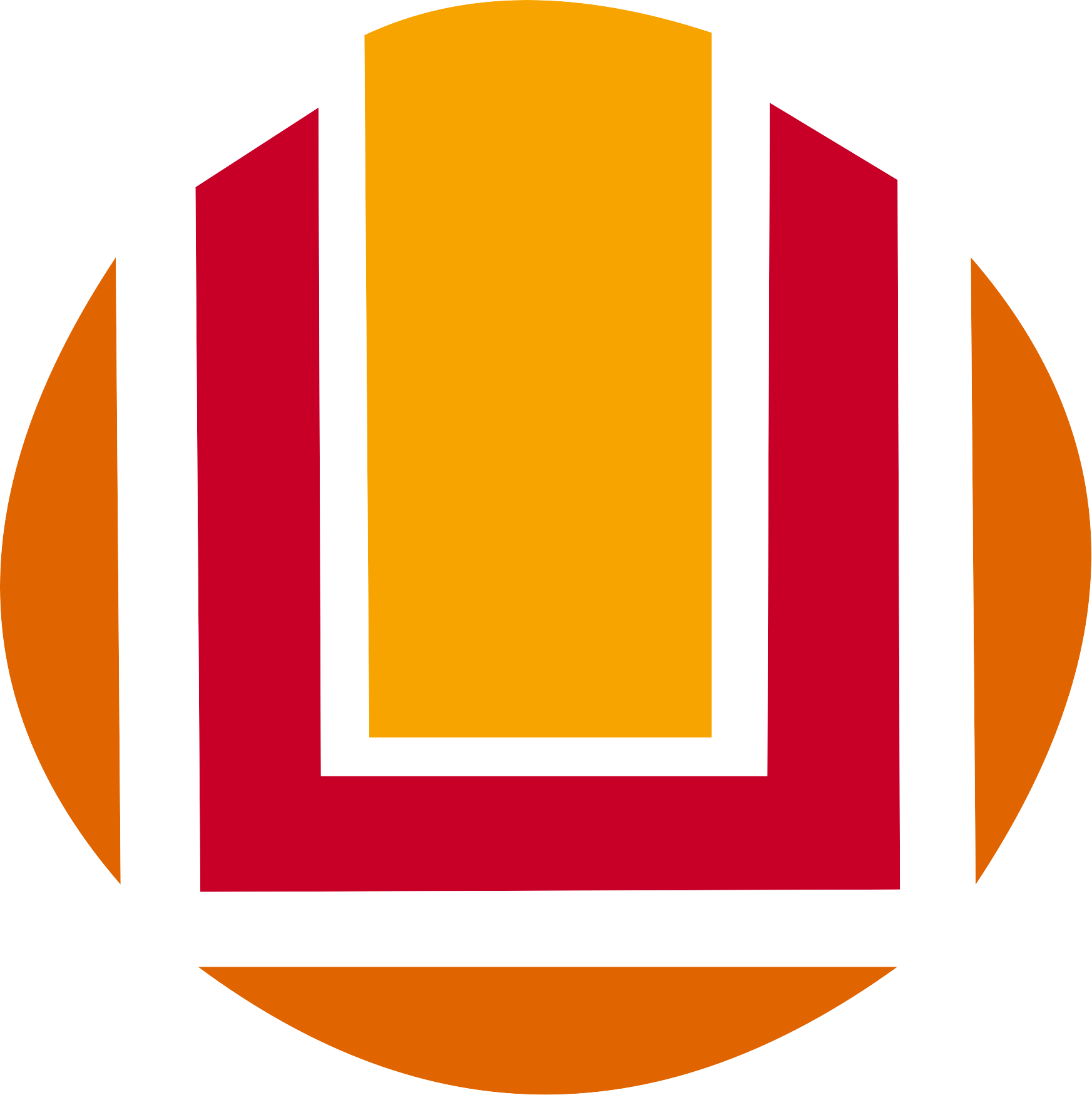
FURG

A FURG, Fundação Universidade Federal do Rio Grande, tem seu marco inicial na criação, em 8 de julho de 1953, da Fundação Cidade do Rio Grande, cujo objetivo principal era criar uma Escola de Engenharia Industrial, que é autorizada, mediante parecer, em abril de 1955 e é reconhecida, em 1959, em decreto do Presidente Juscelino Kubitschek. A Fundação Cidade do Rio Grande funcionou, inicialmente, na Biblioteca Rio-Grandense.
Em 1955, foi criada a Faculdade de Ciências Econômicas e Políticas e, em 1959, foi criada a Faculdade Direito e instalada a Faculdade Católica de Filosofia de Rio Grande. Em 1960, colaram graus os 6 estudantes da primeira turma de Engenharia Industrial. Em 1961, ocorreu a federalização e, em 1969, foi autorizado o funcionamento da Universidade Federal do Rio Grande, pela fusão das quatro unidades de ensino superior da cidade, e criada a sua mantenedora, a FURG.
Destaque-se que o curso de Oceanologia da Universidade Federal do Rio Grande, criado em 27 de agosto de 1970, foi o primeiro do Brasil, resultado do esforço de pesquisa empreendido desde 1953 pela Sociedade de Estudos Oceanográficos do Rio Grande, criado em 1953, assim como do apoio do poder público municipal e da comunidade. A primeira turma colou grau em 1974.
Hoje, a FURG é multicampi, atuando, além de Rio Grande, em Santo Antônio da Patrulha, São Lourenço do Sul e Santa Vitória do Palmar. Possui, atualmente, 64 cursos de graduação, 33 cursos de mestrado, 13 de cursos de doutorado e 150 grupos de pesquisa certificados pelo Conselho Nacional de Desenvolvimento Científico e Tecnológico (CNPq). Tem mais de 9 mil alunos de graduação, presencial e a distância, e cerca de 900 docentes.
Faculdade ANHANGUERA do Rio Grande
A Faculdade Anhanguera do Rio Grande é uma instituição de ensino pertencente à Rede Anhanguera e conta com vários cursos de graduação e pós graduação em diversas áreas.
Rio Grande conta ainda com vários cursos técnicos, profissionalizantes e faculdades à distância com cursos variados. Além de contar com os cursos do SEST/SENAT, Senai e Senac. A cidade também recebeu uma unidades da QI Faculdade & Escola Técnica, e da Unisinos (Universidade do Vale dos Sinos) com cursos de pós graduação.

### Saúde
A saúde no município de Rio Grande é caracterizada por uma infraestrutura robusta e uma ampla gama de serviços médicos disponíveis para a população. O sistema de saúde da cidade é composto por hospitais, clínicas, postos de saúde e profissionais de saúde qualificados.
O municipio conta com o Complexo hospitalar da Associação de Caridade Santa Casa do Rio Grande (Hospital Geral, Hospital de Cardiologia e Oncologia e Hospital Psiquátrico) e o Hospital Universitário Dr. Miguel Riet Corrêa Jr., ligado à Universidade Federal do Rio Grande.
Na atenção básica, rio grande possui uma rede de postos de saúde distribuidos estratégicamente pela cidade, oferecendo cuidados primários de saúde para a população. Esses postos contam com equipes de médicos, enfermeiros, técnicos de enfermagem e outros profissionais de saúde, garantindo o acesso aos cuidados básicos e a prevenção de doenças.

### Logística

#### Rodovias
A cidade é servida pela BR-392, duplicada até Pelotas ao norte, que se interliga com BR-471 que liga a Santa Vitória do Palmar ao sul, BR-116 que está sendo duplicado até a cidade de Guaíba, sendo que essa cidade até Porto Alegre já está duplicado o percurso rodoviário e a BR-293. Pela BR-116, chega-se à capital do estado, Porto Alegre, e ao norte do país. A cidade ainda tem a BR-604 que liga o distrito industrial da cidade aos Molhes da Barra e com a RS-734 que liga o centro da cidade ao bairro do Cassino, onde fica o balneário marítimo do município.

#### Ferrovias
A cidade possui acesso ferroviário através das linhas Bagé-Cacequi e Cacequi-Rio Grande, oriundas da Rede Ferroviária Federal (RFFSA) e concedidas à Ferrovia Sul-Atlântico em 1997. Atualmente, são operadas pela Rumo Logística (RUMO).

#### Hidrovias
Através da Lagoa dos Patos, a cidade liga-se ao Lago Guaíba (que banha Porto Alegre), bem como aos rios que desembocam neste, como o Rio Jacuí e o Rio dos Sinos. Conta também com transporte por balsa que liga a BR-471 ao município de Arroio Grande, à oeste, e de balsa e lanchas que ligam o município com a BR-101 em São José do Norte, ao leste.

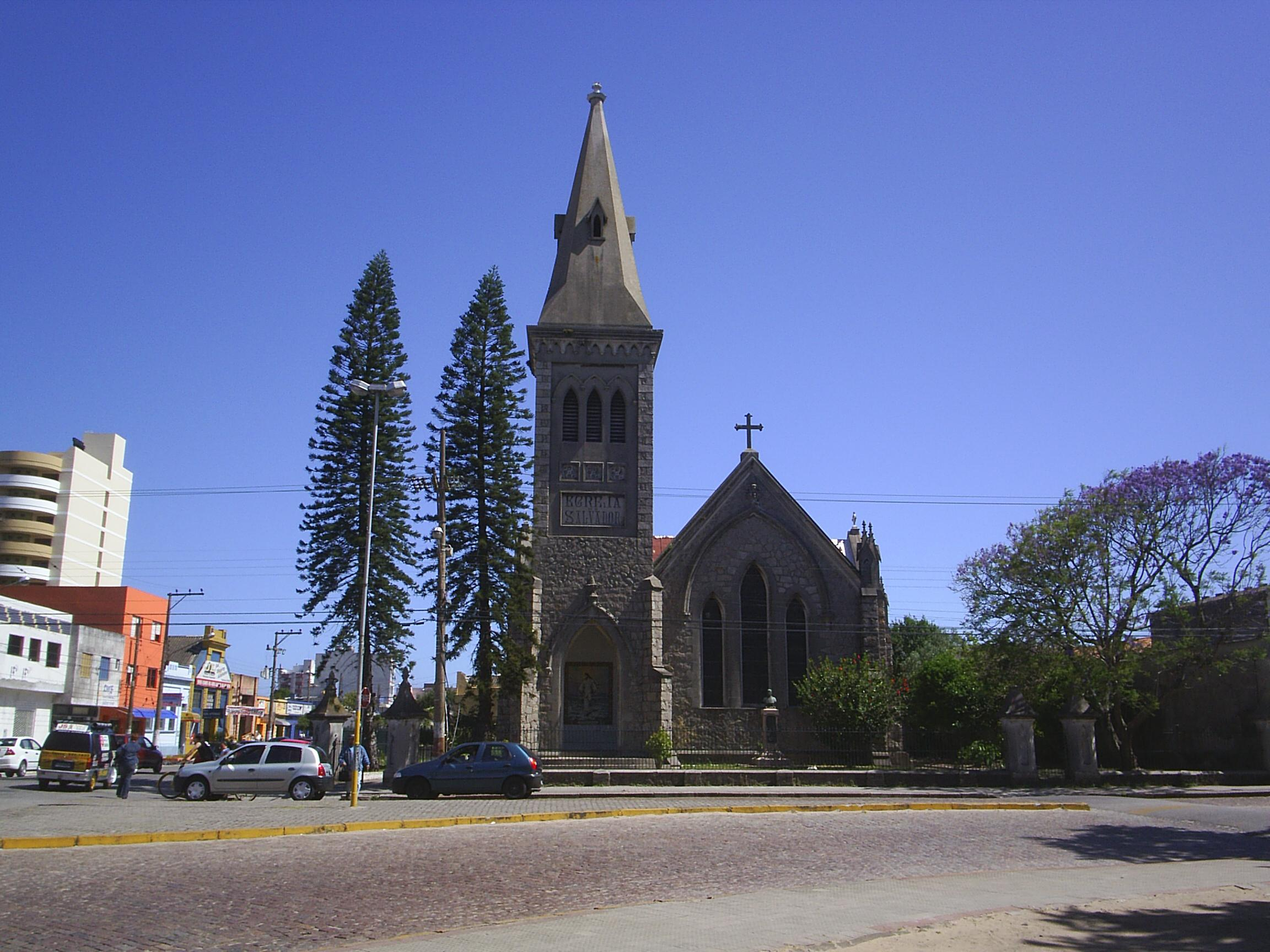
Igreja Anglicana do Salvador, situada no centro da cidade

#### Aeroporto
Rio Grande conta com um aeroporto (IATA: RIG, ICAO: SJRG) localizado a cerca de 12 km do centro da cidade, sob as coordenadas 32°04'54.00"S de latitude e 52°09'48.00"W de longitude. Ele possui 1500 metros de pista pavimentada e sinalizada e mais 400 metros de áreas de escape. É um dos maiores aeroportos do interior do Rio Grande do Sul e chegou a servir cerca de cinco mil passageiros por ano.

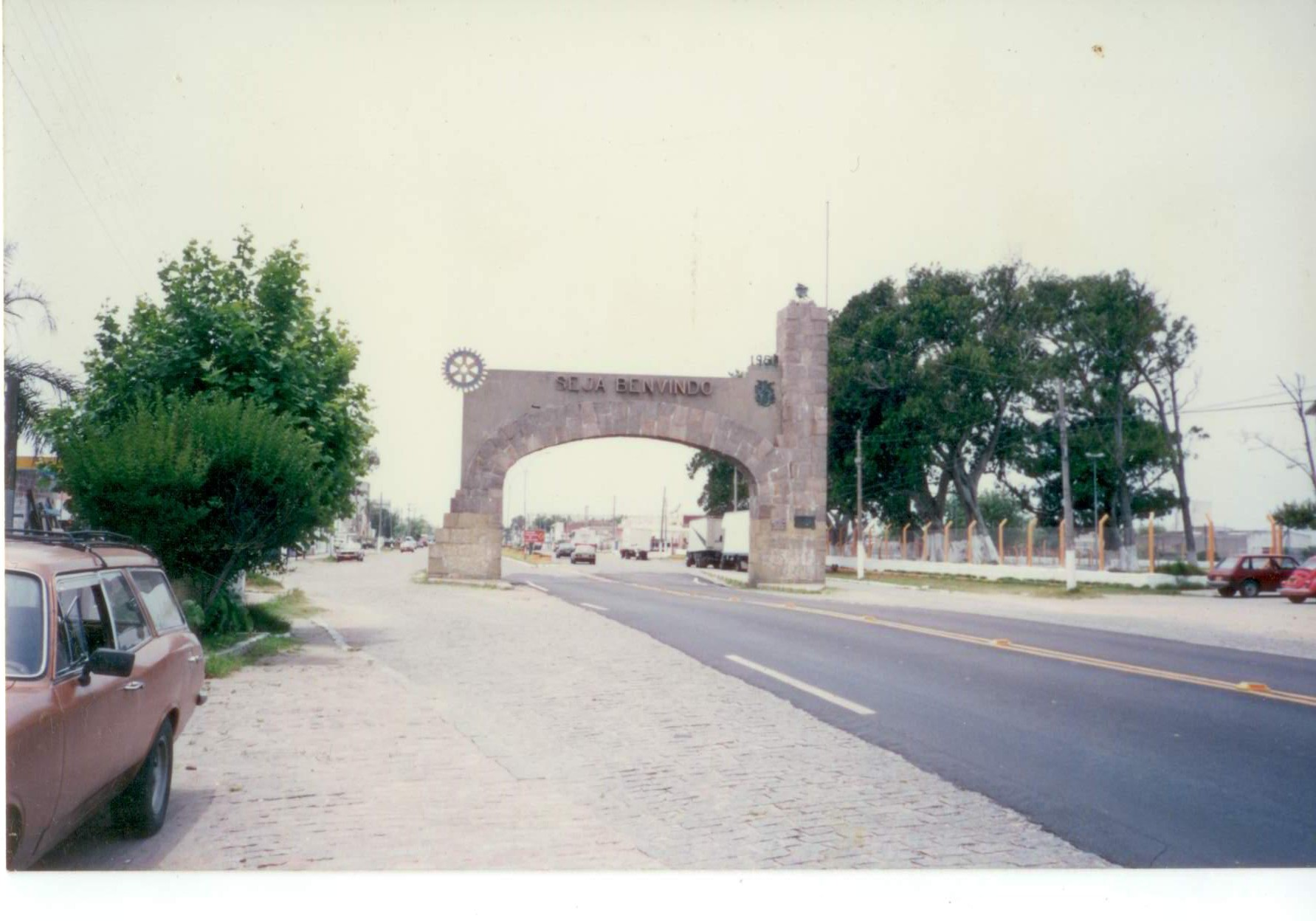
Pórtico de entrada da cidade, construído em 1950

#### Trânsito
Rio Grande enfrenta sérios problemas de trânsito. Diversos fatores explicam esses problemas, como a crescente população devido ao polo naval presente na região, e também o significativo aumento da frota, acompanhando o aumento do poder de compra da população. Em apenas três anos, a frota de veículos na cidade aumentou em 50%, saltando de 40 000 para 60 000.[carece de fontes?] E, em outubro de 2012, essa frota atingiu a marca de 94 099 veículos. Para amenizar os problemas no tráfego, a Secretaria dos Transportes promove desde o início de 2008 várias mudanças de fluxo, sendo as principais a mudança no sentido das vias Senador Corrêa, Avenida Buarque de Macedo, Rua 2 de Novembro, Avenida Presidente Vargas e Avenida Rheingantz. As duas primeiras passam a ser vias de saída da cidade, funcionando em mão única no sentido centro-bairro, enquanto a avenida Rheingantz faz o sentido inverso, em 2022 as obras de duplicação da ERS-734, principal meio de acesso ao centro da cidade, foram iniciadas, com previsão de entrega para dezembro 2025.[carece de fontes?]

### Comunicações

#### Tipografias

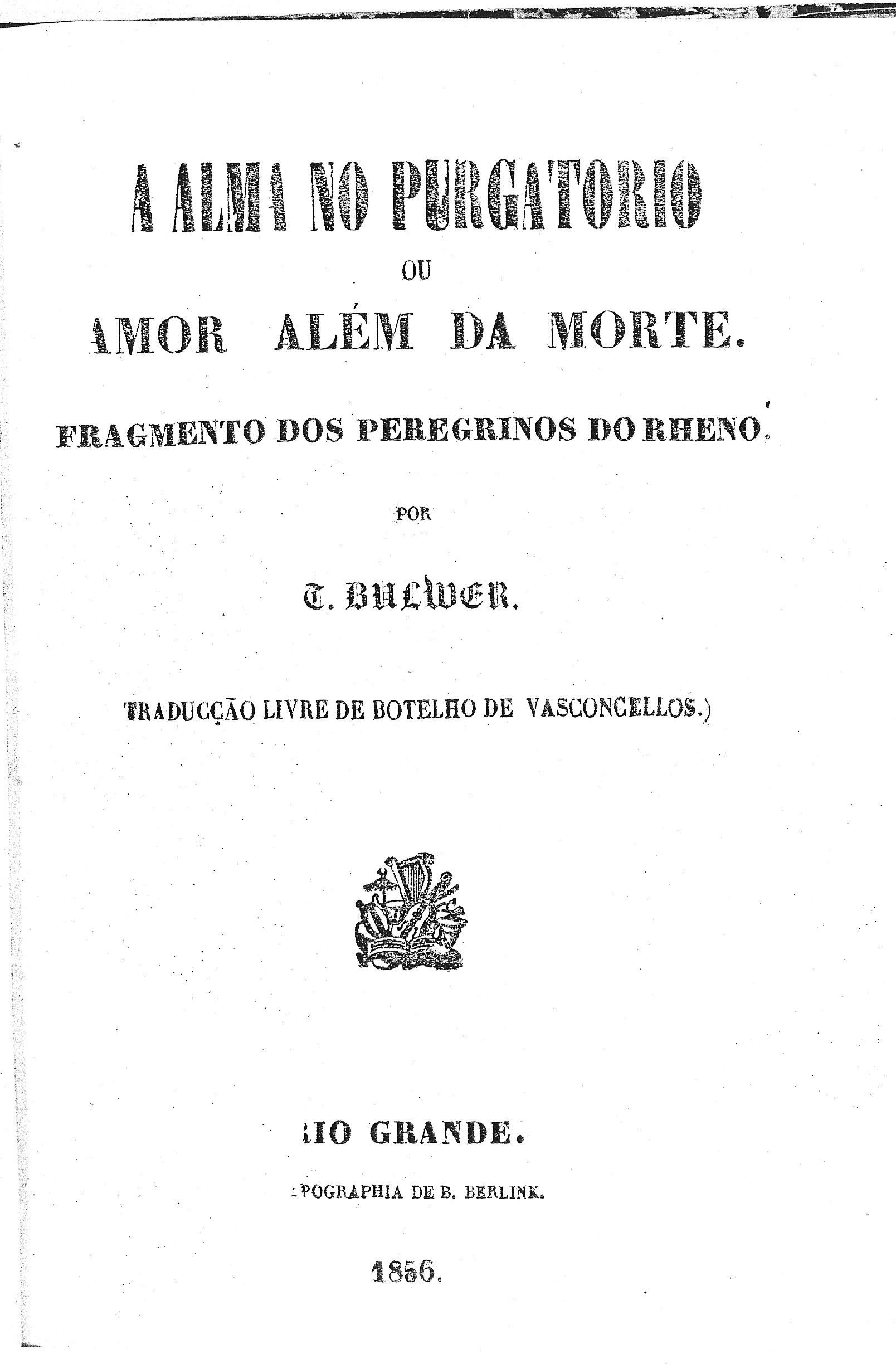
Capa de um folhetim publicado em 1856 pela Tipografia de B. Berlink

A cidade possuiu diversas tipografias ao longo do século XIX, editando jornais e livros diversos na cidade:
I - Tipografia de Francisco Xavier Ferreira, que publica o jornal "O Noticiador", fundado em 3 de janeiro de 1832, e "O Propagador da Indústria Rio-grandense", entre outros, além de obras como "Hino que se cantou na noite do dia 24 do corrente pela feliz noticia da Gloriosa Elevação do Sr. dom Pedro II ao Trono do Brasil" (1831), considerado o primeiro texto impresso na cidade riograndina, e "Relação dos festejos, que fizeram os portugueses residentes na vila do Rio Grande do Sul, em demonstração de seu júbilo pelo restabelecimento da paz, e da liberdade, na sua pátria, em 1834";
II - Tipografia do "Observador";
III - Tipografia de Sabino Antônio de Souza Niterói, denominada inicialmente de Mercantil, enquanto eram impressos os jornais Liberal Rio-Grandense e Mercantil do Rio Grande (entre os anos de 1835 e 1840), e posteriormente de Niterói, quando foi editado o jornal "Conciliador" (1840-41) e o "A Voz da Verdade" (1845-1846);
IV - Tipografia Pomatelli; em 5 julho de 1847, foi vendida para Perry de Carvalho; em 1º de maio de 1849, foi revendida a Antonio Bonone Martins Viana e, em setembro de 1850, a Bernardino Berlink;
V - Tipografia de Cândido Augusto de Mello, com diversos jornais e obras;
VI - Tipografia do jornal "Diário de Rio Grande", com diversos jornais e obras.

#### Jornais
A cidade possuiu centenas de jornais durante os séculos XIX e XX, destacando-se tanto pelo número, como pela importância e também pela longevidade de alguns desses periódicos, dentre os quais destacam-se o Jornal Rio Grande, A Luta e Eco do Sul. Atualmente,  existe um jornal de circulação diária o  Diário Popular, Os jornal diário "Agora" e os jornais semanários "Folha Gaúcha" e o "Jornal Cassino" encerraram suas atividades.

## Política
A Constituinte municipal foi presidida por Júlio Rodrigues; já a Câmara de Vereadores era presidida por Luiz Alberto Modernell.

### Câmara Municipal
A Câmara Municipal se reúne, independente de convocação, em sessão legislativa, de 2 de fevereiro a 17 de julho e de 1º de agosto a 22 de dezembro, podendo ser convocada, de maneira extraordinária, em datas fora desse período, de acordo com os requisitos da Lei Orgânica municipal.
A posse dos vereadores eleitos, assim como a do prefeito e a do vice, ocorre no dia 1º de janeiro do ano seguinte ao da eleição, ocasião em que também se dá a eleição da Mesa. O mandato dos membros da Mesa é de um ano, vedada a reeleição no ano imediatamente subsequente.
Cabe à Casa discutir e votar leis fundamentais para a administração municipal, como as leis orçamentárias, assim como julgar o prefeito e o vice-prefeito por infrações político-administrativas (crimes de responsabilidade), decretar a perda do mandato destes e de seus membros nos casos previstos pela ordem jurídica. Também cabe à Câmara Municipal: fiscalizar o Poder Executivo, podendo convocar o prefeito, o vice, secretários e diretores para prestar esclarecimentos; instaurar comissões de inquéritos, entre outras atribuições.
O atual presidente da Câmara Municipal de Rio Grande é a  vereador Rovam Castro (PT). A maior bancada partidária é do Partido dos Trabalhadores, que possui 6 vereadores, seguida pela bancada do Movimento Democrático Brasileiro, que tem 4.

### Prefeitura

#### Estrutura
Atualmente, a Prefeitura do Município de Rio Grande possui duas secretarias Especiais (de Comunicação e Relações Institucionais; e do Cassino), duas secretarias Instrumentais (Gestão Administrativa e Fazenda), cinco secretarias da Área Social (da Saúde, da Educação, da Cultura, da Cidadania e Assistência Social; e da Habitação e Regularização Fundiária), quatro secretarias da Área Econômica (de Desenvolvimento, Inovação e Turismo, de Desenvolvimento Primário, de Esporte e Lazer, e da Pesca) e quatro da Área Estrutural e de Gestão Urbana (de Infraestrutura; de Mobilidade, Acessibilidade e Segurança; de Controle e Serviços Urbanos; e de Meio Ambiente), além dos gabinetes do Prefeito, do Vice e a Procuradoria Geral do Município.
Ainda participam da sua estrutura:
• Os Conselhos Municipais, que são órgãos colegiados de participação popular;
• A Previdência de Rio Grande (PREVIRG);
• O Departamento Autônomo de Transportes Coletivos (DATC);
• O Instituto Municipal de Planejamento do Rio Grande, que conduz, de forma centralizada, a atividade de planejamento, possuindo um banco de dados e informações técnicas do Município.

#### Prefeitos
Antes do Regime Militar, a última eleição direta para a prefeitura de Rio Grande ocorreu em 10 de novembro de 1963, a qual elegeu o professor Farydo Salomão (PTB), que recebeu "um terço dos votos totais". Tendo assumido em dezembro de 1963, Farydo Salomão teve seus direitos políticos cassados, em 25 de abril de 1964.
Por força da lei 5.449 de 1968, sancionado por Costa e Silva, Rio Grande foi considerado município de interesse da segurança nacional durante o Regime Militar, razão pela qual seus prefeitos passaram a ser nomeados até que o presidente João Figueiredo, por meio do Decreto-Lei 2.183 de 1984, descaracterizou o município como de interesse da segurança nacional.
Na eleição de 2012, o então deputado estadual Alexandre Lindenmeyer (PT), advogado que concorreu à prefeitura em 2000, foi eleito prefeito com mais de 59 mil votos, ou 51% dos votos válidos, frustrando a reeleição de Fábio Branco, que recebeu pouco menos de 50 mil votos, totalizando 42,91% dos votos. Alexandre foi reeleito na eleição de 2016, quando recebeu pouco mais de 58 mil votos, seguido pelo radialista, e então vereador, Thiago Pires Gonçalves, conhecido como Thiaguinho (PMDB), que recebeu 24.051 votos. Na eleição de 2012, o vice eleito com Alexandre foi Eduardo Lawson, em 2016, Paulo Renato Mattos Gomes.
Até 31 de dezembro de 2024, o prefeito municipal é Fábio Branco, em seu terceiro mandato, após ter sido eleito nas Eleições Municipais de 2020, tendo como vice o Doutor Sérgio Webber.

 Em 1 de janeiro de 2025, a prefeita eleita Darlene Pereira (PT) tomou posse para o mandato de 2025-2028 após ter sido eleita nas Eleições Municipais de 2024 com 48 141 votos, correspondendo a 49,13% dos votos vencendo o então prefeito Fábio Branco, tendo como seu vice Paulo Renato Mattos Gomes.

## Cultura

### CTGs
Rio Grande conta com aproximadamente 16 CTGs que buscam divulgar as tradições e o folclore da cultura gaúcha por meio da música, dança e culinária local.

### Cinemas
Ao longo do século XX, vários cinemas foram abertos e fechados: Lido (na Av. Buarque de Macedo), Avenida (na Av. Major Carlos Pinto, funcionou entre 1929 e 1983), Glória (na Rua Benjamin Constant, 423, esquina com Nascimento), Carlos Gomes (na Av. Bacelar), Figueiras (na Rua Aquidaban, 714, no interior do Shopping Figueiras, fechada em 2006 e depois Copacabana, fechada em 2013), Cine Dunas, e Sete de Setembro (Rua Gen. Bacelar) e Plaza (na Avenida Silva Paes, durante a década de 1990).

### Festas culturais
- Expofeira: Ocorre anualmente no Parque de Exposições Filinto Eládio da Silveira.[98]
- Feira do Livro da FURG: Feira realizada anualmente pela FURG na Praça Dídio Duhá com atividades literárias como saraus, oficinas e intervenções.